# Documentatiegenerator
Een documentatiegenerator is een computerprogramma waarmee automatisch documentatie gegenereerd kan worden uit commentaar in de broncode of uit binaire bestanden. Deze documentatie is bedoeld voor andere programmeurs als beschrijving van de API. De meeste documentatiegeneratoren genereren de documentatie als (X)HTML maar ook andere formaten worden ondersteund, zoals CHM, RTF, PDF, LaTeX, PostScript of XML.
Voorbeelden van documentatiegeneratoren zijn Javadoc (voor Java), Haddock (voor Haskell) en Doxygen (voor allerlei talen).
Sommige documentatiegeneratoren bieden uitgebreide mogelijkheden om de opmaak en het formaat van de gegenereerde documentatie aan te passen. Voorbeelden hiervan voor documentatie in (X)HTML zijn het gebruik van CSS, XSLT of sjablonen voor de lay-out van de pagina.

## Commentaar in de broncode
Documentatiegeneratoren kunnen de documentatie genereren aan de hand van commentaar dat in de broncode bij de functies en methoden staat. In objectgeoriënteerde programmeertalen wordt deze aanpak veel gebruikt aangezien voor elke klasse een pagina gegenereerd kan worden met de documentatie van de methoden en de velden.
Documentatiegeneratoren ondersteunen vaak ook bepaalde syntaxis in het commentaar om de opmaak van de uiteindelijke documentatie aan te passen. Zo is het mogelijk om, in documentatiegeneratoren die HTML als uitvoer geven, een hyperlink aan te geven of andere opmaak die in de uiteindelijke HTML verwerkt wordt.